# Phyllonorycter belotella
Phyllonorycter belotella är en fjärilsart som först beskrevs av Otto Staudinger 1859.  Phyllonorycter belotella ingår i släktet guldmalar, och familjen styltmalar.
Artens utbredningsområde är:
- Algeriet.
- Frankrike.
- Grekland.
- Italien.
- Marocko.
- Portugal.
- Spanien.
- Turkiet.
- Kroatien.

Inga underarter finns listade i Catalogue of Life.